# ۹۵ (میلادی)
۹۵ (میلادی) نود و پنجمین سال تقویم میلادی است.